# Walter Fitz-Gilbert av Hambledon
Walter Fitz-Gilbert av Hambledon, normandisk adelsman, född omkring 1250 och död 1346.
Hans härstamning är osäker men han var sannolikt son till Gilbert de Hameldun som finns nämnd som vittne på ett dokument från 1271 som tillförsäkrade klostret Paisley fiskerätt i Clyde.
Walter Fitz-Gilbert var slottsherre på slottet Bothwell Castle för engelska kronans räkning under skotska frihetskriget. Efter slaget vid Bannockburn 1314 tillät han greven av Hertford och några andra engelska flyktingar att få en fristad på slottet och överlämnade dem och slottet till Robert I av Skottland. 
I utbyte fick han förläningar i Renfrewshire och vid Cadzow där han byggde slottet Cadzow. Han adlades som förste Baron of Cadzow och blev anfader till hertigarna av Hamilton och svenska ätten Hamilton.